# Liste der Nummer-eins-Hits in Irland (1992)
Dies ist eine Liste der Nummer-eins-Hits in Irland im Jahr 1992. Sie basiert auf den offiziellen Singlecharts in Irland, die im Auftrag der Irish Recorded Music Association (IRMA) erstellt werden. Es gab in diesem Jahr 16 Nummer-eins-Singles.

## Singles
| ← 1991 ← | Liste der Nummer-eins-Hits in Irland | Liste der Nummer-eins-Hits in Irland | Liste der Nummer-eins-Hits in Irland                                                                                        | 1993 →                    |
| \| Zeitraum \| Wo. ges. \| Interpret \| Titel Autor(en) \| Zusätzliche Informationen \| \| (Zeitraum, Wochen auf Platz eins, Interpret, Titel, Autor[en], zusätzliche Informationen) \| \| \| \| \| \| ----------------------------------------------------------------------------------------- \| -------- \| ------------------- \| --------------------------------------------------------------------------------------------------------------------------- \| ------------------------- \| \| 19. Dezember 1991 – 29. Januar 1992 6 Wochen (insgesamt 12) \| 12 \| Queen \| Bohemian Rhapsody Frederick Mercury \| – \| \| 30. Januar 1992 – 26. Februar 1992 4 Wochen \| 4 \| Wet Wet Wet \| Goodnight Girl Marti Pellow, Graeme Clark, Neil Mitchell, Tom Cunningham \| – \| \| 27. Februar 1992 – 4. März 1992 1 Woche (insgesamt 6) \| 6 \| Shakespear’s Sister \| Stay Siobhan Maire Deirdre Fahey, Marcy Levy, Jean Guiot \| – \| \| 5. März 1992 – 11. März 1992 1 Woche \| 1 \| U2 \| One Adam Clayton, Laurence Mullen, David Evans, Paul David Hewson \| – \| \| 12. März 1992 – 18. März 1992 1 Woche (insgesamt 6) \| 6 \| Shakespear’s Sister \| Stay Siobhan Maire Deirdre Fahey, Marcy Levy, Jean Guiot \| – \| \| 19. März 1992 – 25. März 1992 1 Woche (insgesamt 2) \| 2 \| Eric Clapton \| Tears in Heaven Eric Patrick Clapton, Will Jennings \| – \| \| 26. März 1992 – 1. April 1992 1 Woche (insgesamt 6) \| 6 \| Shakespear’s Sister \| Stay Siobhan Maire Deirdre Fahey, Marcy Levy, Jean Guiot \| – \| \| 2. April 1992 – 8. April 1992 1 Woche (insgesamt 2) \| 2 \| Eric Clapton \| Tears in Heaven Eric Patrick Clapton, Will Jennings \| – \| \| 9. April 1992 – 29. April 1992 3 Wochen (insgesamt 6) \| 6 \| Shakespear’s Sister \| Stay Siobhan Maire Deirdre Fahey, Marcy Levy, Jean Guiot \| – \| \| 30. April 1992 – 27. Mai 1992 4 Wochen \| 4 \| Right Said Fred \| Deeply Dippy Richard Peter John Fairbrass, Fred Fairbrass, Rob Manzoli \| – \| \| 28. Mai 1992 – 3. Juni 1992 1 Woche \| 1 \| Linda Martin \| Why Me Seán Patrick Michael Sherrard O’Hagan \| – \| \| 4. Juni 1992 – 10. Juni 1992 1 Woche \| 1 \| Guns n’ Roses \| Knockin’ on Heaven’s Door Bob Dylan \| – \| \| 11. Juni 1992 – 17. Juni 1992 1 Woche \| 1 \| Kris Kross \| Jump Jermaine Dupri Mauldin \| – \| \| 18. Juni 1992 – 22. Juli 1992 5 Wochen \| 5 \| Erasure \| ABBA-esque (EP) Björn K. Ulvaeus, Benny Goran Bror Andersson, Stig Erik Leopold Anderson \| – \| \| 23. Juli 1992 – 12. August 1992 3 Wochen \| 3 \| Jimmy Nail \| Ain’t No Doubt Daniel Nathan Schogger, Jimmy Nail, Guy Adam Pratt, Charlie Dore \| – \| \| 13. August 1992 – 7. Oktober 1992 8 Wochen \| 8 \| SNAP! \| Rhythm Is a Dancer Musik: Benito Benites, John Virgo Garrett III; Text: Benito Benites, John Virgo Garrett III, Thea Austin \| – \| \| 8. Oktober 1992 – 14. Oktober 1992 1 Woche \| 1 \| The Shamen \| Ebeneezer Goode Colin Gilbert Angus, Christopher Richard West \| – \| \| 15. Oktober 1992 – 11. November 1992 4 Wochen \| 4 \| Tasmin Archer \| Sleeping Satellite John Bryan Beck, John Hughes, Tasmin Angela Archer \| – \| \| 12. November 1992 – 2. Dezember 1992 3 Wochen \| 3 \| Boyz II Men \| End of the Road Kenneth B. Edmonds, L.A. Reid, Daryl L. Simmons \| – \| \| 3. Dezember 1992 – 23. Januar 1993 7 Wochen \| 7 \| Whitney Houston \| I Will Always Love You Dolly Parton \| – \| |                                      |                                      | |                           |
| ← 1991 |                                      |                                      | | → 1993 →                  |
| Zeitraum | Wo. ges.                             | Interpret                            | Titel Autor(en) | Zusätzliche Informationen |
| (Zeitraum, Wochen auf Platz eins, Interpret, Titel, Autor[en], zusätzliche Informationen) |                                      |                                      | |                           |
| 19. Dezember 1991 – 29. Januar 1992 6 Wochen (insgesamt 12) | 12                                   | Queen                                | Bohemian Rhapsody Frederick Mercury                                                                                         | –                         |
| 30. Januar 1992 – 26. Februar 1992 4 Wochen | 4                                    | Wet Wet Wet                          | Goodnight Girl Marti Pellow, Graeme Clark, Neil Mitchell, Tom Cunningham                                                    | –                         |
| 27. Februar 1992 – 4. März 1992 1 Woche (insgesamt 6) | 6                                    | Shakespear’s Sister                  | Stay Siobhan Maire Deirdre Fahey, Marcy Levy, Jean Guiot                                                                    | –                         |
| 5. März 1992 – 11. März 1992 1 Woche | 1                                    | U2                                   | One Adam Clayton, Laurence Mullen, David Evans, Paul David Hewson                                                           | –                         |
| 12. März 1992 – 18. März 1992 1 Woche (insgesamt 6) | 6                                    | Shakespear’s Sister                  | Stay Siobhan Maire Deirdre Fahey, Marcy Levy, Jean Guiot                                                                    | –                         |
| 19. März 1992 – 25. März 1992 1 Woche (insgesamt 2) | 2                                    | Eric Clapton                         | Tears in Heaven Eric Patrick Clapton, Will Jennings                                                                         | –                         |
| 26. März 1992 – 1. April 1992 1 Woche (insgesamt 6) | 6                                    | Shakespear’s Sister                  | Stay Siobhan Maire Deirdre Fahey, Marcy Levy, Jean Guiot                                                                    | –                         |
| 2. April 1992 – 8. April 1992 1 Woche (insgesamt 2) | 2                                    | Eric Clapton                         | Tears in Heaven Eric Patrick Clapton, Will Jennings                                                                         | –                         |
| 9. April 1992 – 29. April 1992 3 Wochen (insgesamt 6) | 6                                    | Shakespear’s Sister                  | Stay Siobhan Maire Deirdre Fahey, Marcy Levy, Jean Guiot                                                                    | –                         |
| 30. April 1992 – 27. Mai 1992 4 Wochen | 4                                    | Right Said Fred                      | Deeply Dippy Richard Peter John Fairbrass, Fred Fairbrass, Rob Manzoli                                                      | –                         |
| 28. Mai 1992 – 3. Juni 1992 1 Woche | 1                                    | Linda Martin                         | Why Me Seán Patrick Michael Sherrard O’Hagan                                                                                | –                         |
| 4. Juni 1992 – 10. Juni 1992 1 Woche | 1                                    | Guns n’ Roses                        | Knockin’ on Heaven’s Door Bob Dylan                                                                                         | –                         |
| 11. Juni 1992 – 17. Juni 1992 1 Woche | 1                                    | Kris Kross                           | Jump Jermaine Dupri Mauldin                                                                                                 | –                         |
| 18. Juni 1992 – 22. Juli 1992 5 Wochen | 5                                    | Erasure                              | ABBA-esque (EP) Björn K. Ulvaeus, Benny Goran Bror Andersson, Stig Erik Leopold Anderson                                    | –                         |
| 23. Juli 1992 – 12. August 1992 3 Wochen | 3                                    | Jimmy Nail                           | Ain’t No Doubt Daniel Nathan Schogger, Jimmy Nail, Guy Adam Pratt, Charlie Dore                                             | –                         |
| 13. August 1992 – 7. Oktober 1992 8 Wochen | 8                                    | SNAP!                                | Rhythm Is a Dancer Musik: Benito Benites, John Virgo Garrett III; Text: Benito Benites, John Virgo Garrett III, Thea Austin | –                         |
| 8. Oktober 1992 – 14. Oktober 1992 1 Woche | 1                                    | The Shamen                           | Ebeneezer Goode Colin Gilbert Angus, Christopher Richard West                                                               | –                         |
| 15. Oktober 1992 – 11. November 1992 4 Wochen | 4                                    | Tasmin Archer                        | Sleeping Satellite John Bryan Beck, John Hughes, Tasmin Angela Archer                                                       | –                         |
| 12. November 1992 – 2. Dezember 1992 3 Wochen | 3                                    | Boyz II Men                          | End of the Road Kenneth B. Edmonds, L.A. Reid, Daryl L. Simmons                                                             | –                         |
| 3. Dezember 1992 – 23. Januar 1993 7 Wochen | 7                                    | Whitney Houston                      | I Will Always Love You Dolly Parton                                                                                         | –                         |